# (400091) 2006 SQ390
(400091) 2006 SQ390 es un asteroide perteneciente al cinturón de asteroides, descubierto el 30 de septiembre de 2006 por Andrew Becker desde el Observatorio de Apache Point, Sunspot (Nuevo México), Estados Unidos.

## Designación y nombre
Designado provisionalmente como 2006 SQ390.

## Características orbitales
2006 SQ390 está situado a una distancia media del Sol de 2,678 ua, pudiendo alejarse hasta 3,203 ua y acercarse hasta 2,154 ua. Su excentricidad es 0,195 y la inclinación orbital 12,14 grados. Emplea 1601,45 días en completar una órbita alrededor del Sol.

## Características físicas
La magnitud absoluta de 2006 SQ390 es 17,2. Tiene 1,950 km de diámetro y su albedo se estima en 0,067.